# 鉄砲方
鉄砲方（てっぽうかた）は、江戸幕府の役職名。鉄砲御用人、鉄砲御側衆とも。鉄砲の研究、整備および修理を行った。若年寄配下で、役料は200 - 300俵。砲術の教授、鉄砲の製作、保存、修理を主な任務とし、猪や狼の打ち払い、火付や盗賊の逮捕にもあたった。

## 担当
江戸時代初期は、4家がその任に就いたが、後に井上家および田付家の2家による、世襲制となった。
井上家
砲術家で鉄砲製造技術に長けた井上正継を祖とする、外記流砲術を持つ。代々、井上左太夫を名乗り、国産銃器を受け持つ。
田付家
田付流砲術により、徳川家康に召し抱えられる。輸入銃器（ほとんどがオランダ製）を受け持つ。
稲富家
稲富一夢を始祖とする稲富流砲術を持つ。江戸時代初期に、銃砲術の改革を図って失敗し、番方に追われた。
柘植家
鉄砲の妙手20人を連れ、関ヶ原の戦いに参戦。

## 配下
御目見以下の鉄砲方与力、鉄砲方同心、鉄砲磨同心がいた。
鉄砲方与力
井上組、田付組に5名ずつ配属され、現米60石高。
鉄砲方同心
一組20人、30俵2人扶持。
鉄砲磨同心
田付組に所属し、定員12名、30俵2人扶持。幕府所蔵の鉄砲の全てを磨くことを役職とした。